# Arrhyton redimitum
Espèce
Synonymes
- Colorhogia redimita Cope, 1863
- Arrhyton vittatum landoi Schwartz, 1965

Arrhyton redimitum est une espèce de serpents de la famille des Dipsadidae.

## Répartition
Cette espèce est endémique de Cuba. 

## Publication originale
- Cope, 1863 "1862"  : Synopsis of the species of Holcosus and Ameiva, with diagnoses of new West Indian and South American Colubridae. Proceedings of the Academy of Natural Sciences of Philadelphia, vol. 14, p. 60-82 (texte intégral).